# نوشک
نوشک، روستایی از توابع بخش مرکزی شهرستان ممسنی در استان فارس ایران است. که نام خانوادگی تعدادی از افراد استان گلستان شهر گرگان نوشک می‌باشد.

## جمعیت
این روستا در دهستان جوزار قرار دارد و براساس سرشماری مرکز آمار ایران در سال ۱۳۸۵، جمعیت آن ۴۲ نفر (۱۳خانوار) بوده‌است. 